# Aston Botterell
Aston Botterell är en by och civil parish i Shropshire i England, ca 13 km sydväst om Bridgnorth.